# Don Henley
Donald Hugh "Don" Henley, född 22 juli 1947 i Gilmer, Texas, är en amerikansk rockmusiker, sångare och låtskrivare. Mest känd är han som trummis och sångare i rockbandet Eagles, men han har även nått framgångar som soloartist.

## Biografi
Efter att ha växt upp i Texas åkte Henley 1970 till Los Angeles för att spela in ett album med bandet Shiloh. I Los Angeles mötte han Glenn Frey som senare värvade honom till countrysångerskan Linda Ronstadts kompgrupp, vilken kom att bli grunden till Eagles.
Don Henley var med i originaluppsättningen av Eagles, som bildades 1971, och var kvar i bandet tills det upplöstes 1980. Han har även varit med på de återföreningar som genomförts sedan dess. Han har skrivit merparten av bandets mest framgångsrika låtar, ofta tillsammans med Glenn Frey, bland andra "The Best of My Love", "Desperado", "One of These Nights" och "New Kid in Town".
Henley solodebuterade 1982 med albumet I Can't Stand Still, från vilket han fick en hit med låten "Dirty Laundry". Detta följdes upp 1984 med Building the Perfect Beast. Redan på debutalbumet hade han börjat dra sig mer mot poprock jämfört med Eagles mer countrybaserade rock och detta renodlades på detta album, bland annat med det flitiga användandet av synthesizers. Låtarna "The Boys of Summer" och "All She Wants to Do Is Dance" nådde båda topp 10 på singellistan. Hans tredje soloalbum, The End of the Innocence från 1989, är hans kommersiellt mest framgångsrika hittills och har i USA sålt i över 6 miljoner exemplar. Under 1990-talet gjorde han ett uppehåll med solokarriären, bland annat för att återförenas med Eagles, och först 2000 kom nästa soloalbum, Inside Job. 
Henley har även flera listframgångar tillsammans med kvinnliga sångerskor som Patty Smyth, Trisha Yearwood och Stevie Nicks. Även om Henleys soloalbum inte har varit lika framgångsrika som de han släppte med Eagles får han ändå räknas som den av bandmedlemmarna som lyckats bäst solo. 
Henley gifte sig 1995 med Sharon Summerall. Tillsammans har de tre barn.

## Diskografi (solo)
Studioalbum
- 1982 – I Can't Stand Still
- 1984 – Building the Perfect Beast
- 1989 – The End of the Innocence
- 2000 – Inside Job
- 2015 – Cass Country

Livealbum
- 2002 – One of These Nights

Samlingsalbum
- 1995 – Actual Miles: Henley's Greatest Hits
- 2009 – The Very Best of Don Henley